# Corsione
Corsione, (Cursiùn en piemontès) és un municipi situat al territori de la província d'Asti, a la regió del Piemont (Itàlia).
Limita amb els municipis de Castell'Alfero, Cossombrato, Frinco, Tonco i Villa San Secondo.